# Десять дней, которые потрясли мир
«10 дней, кото́рые потрясли́ мир», или «Де́сять дней, кото́рые потрясли́ мир» (англ. Ten Days that Shook the World) — книга на английском языке, изданная в марте 1919 года в Нью-Йорке издательством Boni & Liveright, американского журналиста Джона Рида об Октябрьской революции 1917 года в России, свидетелем которой он был сам.
Джон Рид умер в 1920 году, вскоре после того, как книга была закончена (он является одним из немногих американцев, похороненных в некрополе у Кремлёвской стены). 

## Концепция и история создания книги
Описывая русскую революцию, Джон Рид находился в командировке по заданию социалистического журнала The Masses. Хотя Рид утверждал, что он «пытался смотреть на события с точки зрения добросовестного журналиста, заинтересованного в установлении истины», в предисловии он писал: «В борьбе мои симпатии не были нейтральны» (книга склоняется к большевикам и их точке зрения).
Прежде чем Джон Рид уехал в Россию, 15 июня 1917 года в США был принят «Закон о шпионаже», карающий штрафом или арестом тех, кто мешал вербовке солдат или писал в газетах или журналах статьи, способствующие этому. Из-за этого журнал The Masses под давлением федерального правительства был вынужден осенью 1917 года прекратить публикации, после отказа редакции изменить политику в отношении войны. Поэтому статьи Рида о Русской революции публиковало издание The Liberator, основанное Максом Истменом. Чтобы сохранить журнал, Истмен был вынужден скомпрометировать опубликованную информацию.
В предисловии Рид назвал книгу «первой в серии» и обещал вскоре выпустить второй том под названием «От Корнилова до Брест-Литовска» («Kornilov to Brest-Litovsk»), однако не успел её закончить.

## Публикация и русские переводы
Сразу после первой публикации В. И. Ленин прочитал книгу и согласился написать вступление, которое впервые появилось в издании 1922 года, опубликованное издательством Boni & Liveright (Нью-Йорк):

Прочитав с громаднейшим интересом и неослабевающим вниманием книгу Джона Рида: «Десять дней, которые потрясли весь мир», я от всей души рекомендую это сочинение рабочим всех стран. Эту книгу я желал бы видеть распространённой в миллионах экземпляров и переведённой на все языки, так как она даёт правдивое и необыкновенно живо написанное изложение событий, столь важных для понимания того, что такое пролетарская революция, что такое диктатура пролетариата. Эти вопросы подвергаются в настоящее время широкому обсуждению, но прежде чем принять или отвергнуть эти идеи, необходимо понять всё значение принимаемого решения. Книга Джона Рида, без сомнения, поможет выяснить этот вопрос, который является основной проблемой мирового рабочего движения.

Во исполнение указания Ленина в 1923 году появился полный русский перевод книги Рида, он был выполнен В. Я. Яроцким, книга вышла в Москве в издательстве «Красная Новь» под названием «10 дней, которые потрясли мир». В книге были размещены два предисловия Н. Ленина и Н. Крупской и краткая биография Д. Рида, составленная А. Р. Вильямсом.
Другой перевод книги на русском языке, выполненный Данцигером, был издан в Москве в 1924 году в издательстве «Рабочей газеты» под названием «Десять дней, которые потрясли мир».
Книга была переведена А. И. Роммом и напечатана в 1927 году в Москве в издательстве «Красный пролетарий» под названием «Десять дней, которые потрясли мир».
В 1957 году книга была издана в переводе С. А. Раскиной и Е. С. Пестковской в сборнике «Джон Рид, Избранные произведения» в Москве в Издательстве иностранной литературы.
Среди исторического сообщества распространено заблуждение о том, что Иосиф Сталин в 1924 году заявил, что Рид в своей книге переоценил роль Льва Троцкого в революции. Книга Рида изображает Троцкого как одного из самых главных руководителей Революции, наряду с Лениным, а имя Сталина в книге почти не упоминается. Однако Сталин в своей речи говорит, что основная причина его недовольства являлось то, что Рид, в своей книге «Десять дней», распространяет заблуждения. По этой причине книга была заключена в спецхраны, и хотя не запрещалась, но в СССР при жизни Сталина практически не переиздавалась. Следующее крупное издание вышло только в 1957 году в Политиздате, с предисловиями Ленина и Крупской.
В советских энциклопедиях отношение к книге менялось. В статье «Рид, Джон» ЭСГ (1933 год) книга описывается следующим образом:
Рид широко известен своей книгой «Десять дней», представляющей, по характеристике самого автора, «отрезок сгущенной истории в том виде, в каком он наблюдал ее». В предисловии к американскому изданию книги Ленин рекомендует ее «рабочим всех стран», как «правдивое и необыкновенно живо написанное изложение событий, столь важных для понимания того, что такое пролетарская революция, что такое диктатура пролетариата». Книга положила начало проникновению на Запад, питавшийся до того, главным образом, сплошным вымыслом о событиях в России, объективной правды об этих событиях.
В первом издании БСЭ в статье «Рид, Джон» (1941 год) книга Рида описывается следующим образом:
Книга «Десять дней, которые потрясли мир»  — показ событий революции. Ценность книги в большой мере снижается благодаря неверной оценке автором отдельных исторических эпизодов и лиц.
Во втором издании БСЭ в статье «Рид, Джон» (1955 год), книга Рида не упоминается.
В третьем издании БСЭ в статье «Рид, Джон» (1975 год) книга описывается следующим образом:
В марте 1919 в США была опубликована книга Рида «10 дней, которые потрясли мир» (русский перевод 1923) — подлинно новаторское произведение об Октябрьской революции, соединившее художественное повествование, документы и публицистический комментарий. Книга Рида приобрела всемирную известность и получила высокую оценку В. И. Ленина, написавшего к ней предисловие (см. В. И. Ленин, Полное собрание соч., 5 изд., т. 40, с. 48)..

## Критика
С момента первой публикации в 1919 году книга вызвала широкий диапазон критических отзывов — от крайне негативных до положительных. Тем не менее книга была оценена в целом положительно, несмотря на неприязненное отношение некоторых критиков к политическим убеждениям Рида.
Так, Джордж Ф. Кеннан, американский дипломат и историк, не питавший любви к большевизму и известный как создатель теории военного сдерживания, похвалил книгу:

Несмотря на его откровенно предвзятый, в политическом отношении, характер, отчёт Рида о событиях того времени превосходит все иные исторические свидетельства той эпохи в силу своего литературного дара, своей проницательности и особого внимания к деталям. Эту книгу будут помнить даже тогда, когда иные свидетельства постигнет участь забвения. Во всём этом рассказе, во всём этом причудливом повествовании о собственных приключениях и недоразумениях мы видим отражение кристальной честности и чистоты помыслов автора, чем он оказал, даже не предполагая этого, честь американскому обществу, взрастившему его и достоинства которого он так и не смог осознать в полной мере.

1 марта 1999 года газета «Нью-Йорк Таймс» опубликовала список «100 лучших работ по журналистике» (по данным Нью-Йоркского университета), в который под номером семь попала «Десять дней, которые потрясли мир».
Книга многократно переиздавалась на разных языках по всему миру (английском, идише, французском, немецком, русском, украинском, армянском, итальянском, японском, китайском, иврите, испанском, португальском, греческом, литовском, арабском, турецком, ассамском, тамильском, малаялам, маратхи, бенгальском, каталанском).

## Издания

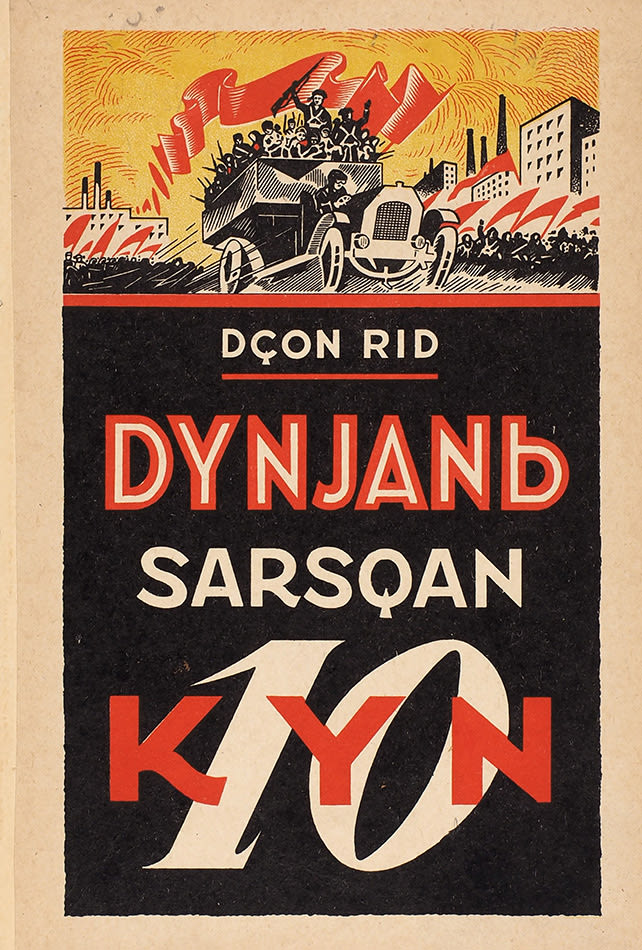
Обложка книги в конструктивистском стиле издания 1929 года на крымскотатарском языке.

### На английском
- Ten Days that Shook the World / by John Reed / New York, Boni and Liveright, 1919, 371 p.
- Ten Days that Shook the World / by John Reed / New York, International Publishers, 1926, 371 p.
- Ten Days that Shook the World / by John Reed / New York, Modern Library, 1935, 371 p.
- Ten Days that Shook the World / by John Reed / New York, Vintage Books, 1960, 439 p.
- Ten Days that Shook the World / by John Reed / New York, International Publishers, 1967, 456 p.
- Ten Days that Shook the World / by John Reed / Penguin, 1969, 351 p. ISBN 978-0-451-60947-2
- Ten Days that Shook the World / by John Reed / Gordon Press Publishers, 1982, ISBN 978-0-8490-3225-7

### На идише
- 370 p., 1919 New York, Forers Poblishing Asosieyshon, / by John Reed / צען טעג װאס האבן אופגערודערט די װעלט ‎

### На французском
- Dix jours qui ébranlèrent le monde / John Reed / Editions de diffusion et de publicité, 1919, 213 pages
- Dix jours qui ébranlèrent le monde / John Reed / Bureau d'éditions, de diffusion et de publicité, 1927, 213 pages
- Dix jours qui ébranlèrent le monde / John Reed / Bureau d'éditions, 1930, 213 pages
- Dix jours qui ébranlèrent le monde / John Reed / Bureau d'éditions, 1932, 213 pages
- Dix jours qui ébranlèrent le monde / John Reed / Bureau d'éditions, 1952, 213 pages
- Dix jours qui ébranlèrent le monde / John Reed / Editions sociales, 1958, 383 pages
- Dix jours qui ébranlèrent le monde / John Reed / Union Générale d’Editions, 1962, 379 pages
- Dix jours qui ébranlèrent le monde / John Reed / Livre-Club-Diderot, 1967, 337 pages
- Dix jours qui ébranlèrent le monde / John Reed / Editions sociales, 1969, 381 pages
- Dix jours qui ébranlèrent le monde / John Reed / Editions sociales, 1974, 383 pages
- Dix jours qui ébranlèrent le monde / John Reed / Gallimard, 1979, 363 pages
- Dix jours qui ébranlèrent le monde / John Reed / Editions sociales, 1982, 455 pages
- Dix jours qui ébranlèrent le monde / John Reed / Seuil, 1996, 469 pages
- Dix jours qui ébranlèrent le monde / John Reed / Delga, 2017, 702 pages ISBN 978-2-37607-108-2

### На немецком
- Zehn Tage, die die Welt erschütterten / John Reed; Mit e. Nachw. von B. Reinstein., Hamburg : Hoym. 1922, 243 Seiten.
- Zehn Tage, die die Welt erschütterten / John Reed; [Nachw.: B. Reinstein]. Petrograd : Verlag der Kommunistischen Internationale. 1922, 243 Seiten.
- Zehn Tage die die Welt erschütterten / John Reed; mit einem Vorwort von Egon Erwin Kisch [aus dem Englischen übertragen von Willi Schulz]. — Wien ; Berlin : Verlag für Literatur und Politik, cop. 1927. — XXIII, 345 Seiten., [1] л. портр. ; 20 см.
- Zehn Tage, die die Welt erschütterten / John Reed. — Essen : Mehring-Verlag, 2011, 273 Seiten. 21 cm. ISBN 978-3-88634-092-7

### На русском
- 10 дней, которые потрясли мир / Джон Рид ; Пер. В. Яроцкого ; Предисл. Н. Ленина и Н. Крупской ; Краткая биогр. Д. Рида А. Р. Вильямса. — Москва : Красная новь, 1923. — 316 с. : ил., портр.; 23 см.
- 10 дней, которые потрясли мир. — Клинцы : Изд. ред. клинцов. газеты «Труд», 1924. — 245 с., [1] л. портр.
- 10 дней, которые потрясли мир / Джон Рид ; Пер. В. Яроцкого ; Предисл. Н. Ленина и Н. Крупской ; Краткая биогр. Д. Рида А. Р. Вильямса. — 2-е изд., испр. — Москва : Красная новь, 1924. — 324 с. : портр.; 24 см.
- Десять дней, которые потрясли мир / Дж. Рид; перевод Данцигер. — Москва : Изд. «Рабочей газ.», 1924. — 253, [1] с. : портр.; 21 см.
- 10 дней, которые потрясли мир / Джон Рид ; Пер. В. Яроцкого, предисл. Н. Ленина и Н. Крупской Краткая биогр. Д. Рида А. Р. Вильямса. — М. : Красная новь, 1925. — 316 с. : ил., портр. ; 23 см.
- Десять дней, которые потрясли мир / пер. с англ. А. И. Ромма; ред. и подбор документов и материалов В. Л. Меллера. — Москва ; Ленинград : Госиздат, 1927 (тип. «Красный пролетарий»). — 375 с. : ил., факс., портр.; 23 см.
- Десять дней, которые потрясли мир = Ten days that shook the world / Джон Рид ; Обработка Марка Волосова ; Обложка худож. С. Лодыгина ; Предисловия: Н. Ленин, Н. Крупская. — Москва : акц. издат. о-во Земля и фабрика (З и Ф), [MCMXXVIII] [1928] (М. : тип. Госиздата «Красный пролетарий»). — 160 с.; 21x14 см. — (Библиотека исторических романов).
- Десять дней, которые потрясли мир / Джон Рид ; Пер. с англ. А. И. Ромма ; Историч. редакция и подбор документов и материалов В. Л. Меллера ; Предисловия: Н. Ленин, Н. Крупская. — Москва ; Ленинград : Гос. изд-во, 1929 (М. : тип. «Красный пролетарий»). — 376 с. : ил., портр., факс.; 23х16 см.
- Десять дней, которые потрясли мир / Джон Рид ; Пер. с англ. А. И. Ромма ; Историч. ред. и подбор документов и материалов В. Л. Меллера ; Предисловия: Н. Ленин, Н. Крупская. — Москва ; Ленинград : Гос. изд-во, 1930 (М. : тип. «Красный пролетарий»). — 407 с., [4] с. объявл.; 17х13 см. — (Дешевая библиотека Госиздата; № 118—124).
- 10 дней, которые потрясли мир / Джон Рид; [пер. с англ. А. И. Ромма]. — Москва : Политиздат, 1957. — 350, [2] с., [9] л. ил., портр., факс., [1] отд. л. текста : ил.; 23 см.
- Десять дней, которые потрясли мир в сборнике: Избранные произведения / [вступ. статья Д. Стюарта, с. 7-43]; пер. с англ. С. А. Раскиной и Е. С. Пестковской; под ред. Л. И. Зубока. — Москва : Изд-во иностр. лит., 1957. — 254 с.; 20 см.
- 10 дней, которые потрясли мир / [пер. с англ. А. И. Ромма]. — Москва : Госполитиздат, 1958. — 352 с., 9 л. ил.; 22 см.
- 10 дней, которые потрясли мир / [Пер. с англ. А. И. Ромма]. — Москва : Госполитиздат, 1959. — 352 с., 9 л. ил.; 23 см.
- Десять дней, которые потрясли мир / Д. Рид. — Москва : Прогресс, 1981. — 518 с. : 8 л. ил.; 20 см; В пер. (В пер.) : 3 р. 30 к.
- 10 дней, которые потрясли мир / Джон Рид. — Москва : Прогресс, 1982. — 376 с. : 20 см; ISBN 8773340588 : 1 р. 77 к.
- Десять дней, которые потрясли мир / Джон Рид. — Москва : Прогресс, 1982. — 419 с. : портр.; 20 см; В пер. (В пер.) : 2 р. 45 к.
- Десять дней, которые потрясли мир / Джон Рид. — Москва : Прогресс, 1983. — 544 с. староараб. паг. : ил.; 20 см; В пер. (В пер.) : 3 р. 23 к.
- Десять дней, которые потрясли мир : [Перевод] / Джон Рид. — Москва : Прогресс, Б. г. (1986). — 543,[1] с. : портр.; 20 см; (В пер.) (В пер.) : 3 р. 3 к.
- Десять дней, которые потрясли мир / Джон Рид; [Вступ. ст., с. 5-40, коммент. Б. А. Гиленсона]. — Москва : Книга, 1987. — 607 с. : ил.; 17 см; (В пер.) (В пер.) : 3 р.
- Избранное : Пер. с англ.] / Джон Рид; [Предисл. Г. Уинстона; Под общ. ред. Д. А. Лисоволика]. — М. : Политиздат, 1987-. — 18 см.

Кн. 1: Десять дней, которые потрясли мир; Восставшая Мексика. — Москва : Политиздат, 1987. — 542,[1] с., [7] л. ил. : ил.; (В пер.) (В пер.) : 1 р. 20 к.
- Десять дней, которые потрясли мир / Джон Рид; [Перевод А. Ромма; Предисл. Н. Ленина, Н. Крупской; Послесл. Г. Голикова; Примеч. Б. Гиленсона]. — Петрозаводск : Карелия, 1987. — 381,[2] с.; 21 см; (В пер.) (В пер.) : 2 р.
- Десять дней, которые потрясли мир / Джон Рид. — Москва : Худож. лит., 1987. — 731,[2] с.; 21 см. — (Б-ка лит. США).; (В пер.) (В пер.) : 1 р. 60 к.
- Десять дней, которые потрясли мир / Джон Рид; Пер. с англ. А. Ромма; [Коммент. Б. Гиленсона]; Ил. В. Шаранговича. — Москва : Худож. лит., 1987. — 351,[1] с. : ил.; 22 см; (В пер.) (В пер.) : 2 р. 70 к.
- Десять дней, которые потрясли мир : [Для ст. шк. возраста] / Джон Рид; [Пер. с англ. А. И. Ромма; Предисловия В. И. Ленина, Н. К. Крупской]. — Минск : Юнацтва, 1988. — 399,[1] с., [1] л. порт.; 22 см. — (Шк. б-ка); ISBN 5-7880-0116-1 (В пер.) : 1 р.
- Десять дней, которые потрясли мир : [Перевод] / Джон Рид. — Москва : Прогресс, Б. г. (1988). — 531,[1] с. : ил.; 20 см; ISBN 5-01-001507-2 (В пер.) : 3 р.
- Десять дней, которые потрясли мир : [роман] / Джон Рид; [пер. с англ. А. Ромм; вступ. ст. В. Глушко]. — Санкт-Петербург : Изд. группа «Лениздат», 2012. — 379, [1] с.; 18 см. — (Лениздат-классика); ISBN 978-5-905799-19-8
- Десять дней, которые потрясли мир : [роман] / Джон Рид; [пер. с англ. А. Ромм; вступ. ст. В. Глушко]. — Санкт-Петербург : Лениздат, 2014. — 379, [1] с.; 18 см. — (Лениздат-классика); ISBN 978-5-905799-19-8
- 10 дней, которые потрясли мир ; Статьи / Джон Рид; сост. и предисл. Николая Старикова. — Москва [и др.] : Питер, 2015. — 364, [1] с.; 21 см. — (Николай Стариков рекомендует прочитать) (Неизвестная революция); ISBN 978-5-496-01000-9
- Десять дней, которые потрясли мир : [16+] / Джон Рид; [перевод с английского Александра Ромма]. — Санкт-Петербург : Азбука, cop. 2018. — 346, [2] с.; 18 см. — (Азбука-классика); ISBN 978-5-389-14244-2 : 3000 экз.
- Десять дней, которые потрясли мир : [16+] / Джон Рид; перевод с английского А. Ромма. — Москва : АСТ, 2022 (Тверь). — 444, [2] с.; 18 см. — (Эксклюзивная классика. Книги, изменившие мир. Писатели, объединившие поколения); ISBN 978-5-17-151400-6 : 4000 экз.

### На украинском
- Десять днів, що потрясли світом / Джон Рід; передмови М. Леніна та Н. Крупської ; переклад Вал. Поліщука. — Київ : Державне видавництво України, 1924. — 283 с. : ил.; 23 см.
- Десять днiв що потрясли свiт : С англ. пер. Л. Лiснянська, М. Прилинський; Худож. О. Данченко. — Киев : Молодь, 1977. — 214 с., ил.; 29 см.

### На крымскотатарском
- Dynjanь sarsqan on kyn / Dçon Rid; [Myterçimi: Arıf Hakım]. — Aqmesçıd: Qrьm devlet neşrıjatь, 1929. — 48 s.

### На армянском
- Տաս որ վոր ցնցեցին աշխարհը / Ջոն Ռիդ, ռուսերենից թարգմանեց Մ. Մազմանյան. — Մոսկվա : Պետական հրատ., 1925. — 360 с.; 24 см.

### На итальянском
- 10 giorni che fecero tremare il mondo (la Rivoluzione Russa), Prefazione di Lenin, trad. Orsola Nemi, Collana La buona società/Biblioteca storica n.5, Milano, Longanesi, 1946. — Collana Oscar Storia, Mondadori, Milano, 2017, ISBN 978-88-046-7977-6.
- Dieci giorni che sconvolsero il mondo, Prefazione di Lenin per l’edizione americana, Collana Politecnico Biblioteca n.1, Torino, Einaudi, 1946.
- Dieci giorni che sconvolsero il mondo, traduzione di M. G. Cavallo, Roma, Editori Riuniti, 1957. — Editori Riuniti University Press, Roma, 2017, ISBN 978-88-359-8107-7.
- Dieci giorni che sconvolsero il mondo, 1964
- Dieci giorni che sconvolsero il mondo, 1966
- Dieci giorni che sconvolsero il mondo, 1973
- I dieci giorni che sconvolsero il mondo, Milano, Rizzoli Editore, 1980, ISBN 978-88-6596-307-4.
- Dieci giorni che sconvolsero il mondo, Introduzione di Rossana Rossanda, trad. Marco Amante, BUR, Milano, Rizzoli, 1980. — Collana La Storia·Le Storie, BUR, 2017, ISBN 978-88-170-9627-0.
- I dieci giorni che sconvolsero il mondo, Collana Highlander, Marina di Massa, Edizioni Clandestine, 2011, ISBN 978-88-6596-307-4.

### На японском
- 『世界を震撼させた十日間』 / 原光雄訳 / 三一書房、1946年
- 『世界をゆるがした十日間 <上・下>』 / 原光雄訳 / 岩波書店<岩波文庫>、1957年
- 『世界を震撼させた十日間』 / 大崎平八郎訳 / 角川書店<角川文庫>、1972年
- 『世界をゆるがした十日間』 / 小笠原豊樹・原暉之訳 / 筑摩書房<筑摩叢書>、1977年
- 『世界をゆるがせた十日間』 / 松本正雄・村山淳彦訳 / 新日本出版社<新日本文庫>1977年
- 『世界をゆるがした十日間』 / 小笠原豊樹・原暉之訳 / 筑摩書房<ちくま文庫>、1992年
- 『世界を揺るがした10日間』 / 伊藤真訳 / 光文社<光文社古典新訳文庫>、2017年

### На китайском
- 震撼世界的十天 /約翰·里德; 瑞德, 郭圣铭 , 1957
- 震撼世界的十天 /約翰·里德; 瑞德, 郭圣铭 , 1980
- 震撼世界的十天 /約翰·里德; 瑞德, 郭圣铭 , 2005

### На иврите
- 1960 הקיבוץ המאוחד ‎ /אברהם יבין‎ ; ג'ון ריד ‎ / עשרת הימים שזעזעו את העולם ‎

### На испанском
- Diez días que estremecieron el mundo, 1961
- Diez días que conmovieron al mundo, 1967
- Diez días que estremecieron al mundo, 1972
- Diez días que estremecieron el mundo, 1977
- Diez días que conmovieron al mundo: cómo tomaron el poder los bolcheviques, 1979
- Diez Días Que Extremecieron Al Mundo, 1998
- Diez días que estremecieron el mundo, 2004

### На португальском
- 10 dias que abalaram o mundo / John Reed, Fulgor, 1963
- Dez dias que abalaram o mundo / John Reed, Lenine, N. K. Krupskaia, John Howard Lawson, Penguin-Companhia, 1967 ISBN 9788563560087
- Dez dias que abalaram o mundo / John Reed, Jornal do Fundão Editora, 1977 ISBN 9788562540257, 8562540250
- 10 dias que abalaram o mundo / John Reed, Global, 1978

### На греческом
- Δέκα μέρες που συγκλόνισαν τον κόσμο / Τζον Ριντ, ΠΟΛΙΤΗΣ, 1965; Σελίδες: 445
- 10 μέρες που συγκλόνισαν τον κόσμο / Τζον Ριντ, ΠΟΛΙΤΗΣ, 1965; Σελίδες: 446
- Δέκα μέρες που συγκλόνισαν τον κόσμο / Τζον Ριντ, Αθήνα: Αλφειός, 1975; Σελίδες: 445
- Δέκα μέρες που συγκλόνισαν τον κόσμο / Τζον Ριντ, Αθήνα: Σύγχρονη Εποχή, 1982; Σελίδες: 592 21x14 ISBN 960-224-684-7 ISBN 2: 978-960-224-684-9
- 10 μέρες που συγκλόνισαν τον κόσμο / Τζον Ριντ, RedMarks, 2012; Σελίδες: 453 ISBN 978-618-80426-0-5

### На литовском
- 10 dienų, kurios sukrėtė pasaulį / Džonas Ridas; Robertas Žiugžda, 1967
- 10 dienų, kurios sukrėtė pasaulį : [пер. с рус.] / Džonas Ridas. — 2-е изд. — Vilnius : Mintis, 1987. — Puslapiai: 377,[2]; 13 x 20 cm. — (Время и события); (В пер.) (В пер.) : 2 р.

### На арабском
- 1972 ريد، جون‎ / عشرة أيام هزت العالم ‎
- 1985 ريد، جون‎ / عشرة أيام هزت العالم ‎
- 1987 ريد، جون‎ / عشرة أيام هزت العالم ‎

### На турецком
- Dünyayi sarsan on gün / John Reed; Erdoğan Gürkan/ İstanbul, Oda Yayınları, 1976, 276 sayfa. 14x21 cm

### На малаялам
- ലോകത്തെ പിടിച്ചുകുലുക്കിയ പത്ത് ദിവസങ്ങൾ / ജോൺ റീഡ്; — Москва : Прогресс ; Тривандрум : Прабхат бук хаус, Б. г. (1987). — 535,[1] с., [6] л. ил., факс. : ил.; 20 см; (В пер.) (В пер.) : 2 р. 94 к.
- ലോകത്തെ പിടിച്ചുകുലുക്കിയ പത്ത് ദിവസങ്ങൾ / ജോൺ റീഡ്; വിവർത്തനം — കെ. ഗോപാലകൃഷ്ണൻ — PRABHATH BOOK HOUSE; New Latest edition 2017,  312 pages, 21 x 14 x 2 cm ISBN 9788177057188
- ലോകത്തെ പിടിച്ചുകുലുക്കിയ പത്ത് ദിവസങ്ങൾ / ജോൺ റീഡ്; വിവർത്തനം — കെ. ഗോപാലകൃഷ്ണൻ — കോഴിക്കോട് : 2021.,  383 pages, ISBN 9789391006310

### На каталанском
- Deu dies que trasbalsaren el món, 2017

## В культуре
Экранизации
- 1981 — «Красные» — фильм Уоррена Битти
- 1982 — «Красные колокола. Фильм 2. Я видел рождение нового мира» — фильм Сергея Бондарчука

Постановки
- 1965 — «Десять дней, которые потрясли мир», Театр на Таганке. Режиссёр: Юрий Любимов
- 2017 — «Десять дней, которые потрясли мир», Музей Москвы, Мастерская Брусникина. Режиссёр: Максим Диденко